# Zennern
Zennern ist ein Ortsteil der Gemeinde Wabern im nordhessischen Schwalm-Eder-Kreis.

## Geographie
Das Dorf liegt in Nordhessen etwa 2,5 Kilometer nordwestlich von Wabern und 2 Kilometer südöstlich von Fritzlar in der Talebene südlich der Eder im Naturraum Fritzlarer Ederflur (343.211) beziehungsweise Waberner Ebene (342.21) am Ederauenradweg.

## Geschichte

### Ortsgeschichte
Die älteste bekannte schriftliche Erwähnung von Zennern erfolgte unter dem Namen Slánare in der ersten Hälfte des 9. Jahrhunderts im Codex Eberhardi. Danach 1193 als Cenre im Mainzer Urkundenbuch.  Die Schreibweise des Ortsnamens erscheint im Verlauf der Jahrhunderte in verschiedenen Abwandlungen, wobei zeitweise auch Variationen von „Ober-Zennern“ vorkamen – zur Unterscheidung von der benachbarten Siedlung Niederzennern, etwa 350 m südöstlich des heutigen Dorfs, die spätestens 1387 wüst lag.
Das Dorf war einst von einem Wall mit Wassergraben umgeben.
Eine Ortsadelsfamilie ist von 1193 bis 1354 nachgewiesen. Deren Hof, wohl ein Burgsitz, befand sich wahrscheinlich am Rand außerhalb des eigentlichen Dorfs; ein 1598 von Georg von Falkenberg an einen örtlichen Bauern verkauftes Haus könnte der Rest dieses Burgsitzes gewesen sein.
Im Zuge der militärischen Aufrüstung im Dritten Reich legte die Luftwaffe der Wehrmacht in den Jahren 1935–1938 einen 300 Hektar großen Fliegerhorst in der Ederniederung zwischen Fritzlar und Zennern an. Etwa ein Viertel des dazu übernommenen Geländes gehörte zur Gemarkung von Zennern. Ab März 1938 war der Platz Standort von Kampffliegern und 1944–1945 von Nachtjägern. Er wurde von 1945 bis 1951 von US-amerikanischen, dann bis 1956 von französischen Besatzungstruppen genutzt und ist seit 1956 Heeresflugplatz Fritzlar der Bundeswehr. Das ehemals zur Gemarkung Zennern gehörige Teilgebiet des Heeresflugplatzes wurde im Zuge der Hessischen Gebietsreform mit Wirkung vom 31. Dezember 1971 nach Fritzlar eingemeindet.
Zum 31. Dezember 1971 fusionierten die Gemeinden Wabern, Falkenberg, Hebel, Rockshausen, Udenborn, Unshausen, Uttershausen und Zennern freiwillig zur neuen Großgemeinde Wabern. Für alle durch die Gebietsreform eingegliederten Gemeinden, sowie die Kerngemeinde Wabern, wurde je ein Ortsbezirk mit Ortsbeirat und Ortsvorsteher nach der Hessischen Gemeindeordnung eingerichtet.

### Kirche und Kirchengeschichte

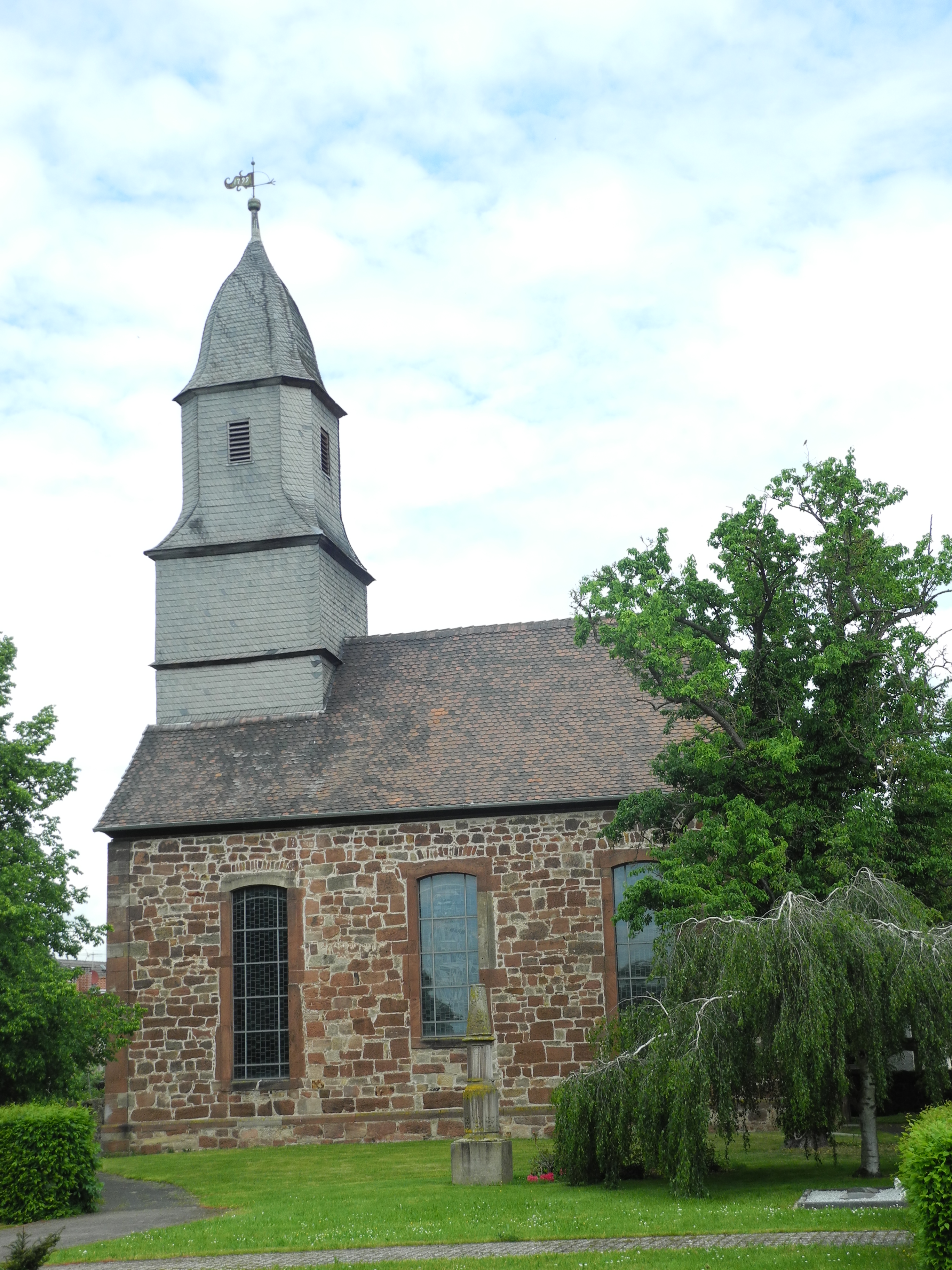
Michaeliskirche von Süden (2021)

Ein Pleban ist erstmals im Jahr 1248 nachgewiesen. Noch bis 1525 war Zennern selbstständige Pfarrei. Es stand bis 1527 unter dem Patronat des Petri-Stifts Fritzlar, danach infolge der in der Landgrafschaft Hessen nach der Homberger Synode 1526 eingeführten Reformation unter landgräflichem Patronat. Erster evangelischer Pfarrer war ab 1527 Johannes Kortze. 1569 wurde Zennern pfarramtlich von Uttershausen aus versehen, 1574 war es vorübergehend mit Singlis verbunden, wurde im Folgejahr und 1585 von Wabern aus versehen und war ab 1780 Filial von Wabern, ab 1872 Filial von Fritzlar, heute von Obermöllrich.
Die evangelische Kirche im Südteil des Dorfs – seit 1999 nach einem Pilgerzeichen auf einer 1470 datierten, im Zweiten Weltkrieg abgegebenen und seitdem verschollenen Glocke „Michaeliskirche“ genannt – geht offenbar auf einen Vorgängerbau aus dem 15. Jahrhundert zurück. Es ist ein von einem Giebeltürmchen im Westen gekrönter rechteckiger, schlichter Saalbau aus rotem Sandstein mit drei Fensterachsen und mit Portalen an der Ost- und Westseite. Auf der Wetterfahne ist das Jahr 1799 als Baudatum genannt. Aufgeführt wurde das von dem Kasseler Baumeister Johann Andreas Engelhardt entworfene Gebäude in den Jahren 1799–1801 von dem Maurermeister Heinrich Röhner aus einer Geismarer Maurerfamilie.
Ostern 1799 wurde der letzte Gottesdienst in der alten Kirche gehalten, die dann abgebrochen wurde; sie war von einer Mauer mit vorliegendem Graben umgeben und gilt demnach als Wehrkirche. Zu der teilweise noch aus der Bauzeit stammenden Ausstattung der neuen Kirche gehören neben einer in der Werkstatt von Johann Dietrich Kuhlmann in Gottsbüren 1818/19 geschaffenen und im Jahr 2002 aufwendig vom Orgelbauer Andreas Schiegnitz restaurierten Orgel ein vorreformatorischer Taufstein sowie eine vermutlich 1889 geschaffenen Verglasung „Der Gute Hirte“ von K. J. Schultz und eine um 1966 geschaffenen Verglasung aller Fenster, die über dem Altar den segnenden Christus des Jüngsten Tages zeigt.

## Bevölkerung
Einwohnerstruktur 2011
Nach den Erhebungen des Zensus 2011 lebten am Stichtag, dem 9. Mai 2011, in Zennern 774 Einwohner. Darunter waren 6 (0,8 %) Ausländer.
Nach dem Lebensalter waren 132 Einwohner unter 18 Jahren, 327 zwischen 18 und 49, 174 zwischen 50 und 64 und 141 Einwohner waren älter. Die Einwohner lebten in 333 Haushalten. Davon waren 87 Singlehaushalte, 90 Paare ohne Kinder und 117 Paare mit Kindern, sowie 33 Alleinerziehende und 6 Wohngemeinschaften. In 60 Haushalten lebten ausschließlich Senioren und in 222 Haushaltungen lebten keine Senioren.
Einwohnerentwicklung
| Quelle: Historisches Ortslexikon |                                                           |
| • 1575/85:                       | 54 Hausgesesse                                            |
| • 1639:                          | 20 verheiratete, 3 verwitwete, ein unmündiger Hausgesesse |
| • 1742:                          | 33 Häuser                                                 |
| • 1747/47:                       | 63 Häuser bzw. Hausgesesse                                |

| Zennern: Einwohnerzahlen von 1834 bis 2020 | Zennern: Einwohnerzahlen von 1834 bis 2020 | Zennern: Einwohnerzahlen von 1834 bis 2020 | Zennern: Einwohnerzahlen von 1834 bis 2020 | Zennern: Einwohnerzahlen von 1834 bis 2020 |
| --- | ------------------------------------------ | ------------------------------------------ | ------------------------------------------ | ------------------------------------------ |
| Jahr |                                            |                                            |                                            | Einwohner                                  |
| 1834 | 1834                                       |                                            | 541                                        | 541                                        |
| 1840 | 1840                                       |                                            | 568                                        | 568                                        |
| 1846 | 1846                                       |                                            | 558                                        | 558                                        |
| 1852 | 1852                                       |                                            | 575                                        | 575                                        |
| 1858 | 1858                                       |                                            | 565                                        | 565                                        |
| 1864 | 1864                                       |                                            | 571                                        | 571                                        |
| 1871 | 1871                                       |                                            | 549                                        | 549                                        |
| 1875 | 1875                                       |                                            | 526                                        | 526                                        |
| 1885 | 1885                                       |                                            | 595                                        | 595                                        |
| 1895 | 1895                                       |                                            | 604                                        | 604                                        |
| 1905 | 1905                                       |                                            | 600                                        | 600                                        |
| 1910 | 1910                                       |                                            | 584                                        | 584                                        |
| 1925 | 1925                                       |                                            | 690                                        | 690                                        |
| 1939 | 1939                                       |                                            | 664                                        | 664                                        |
| 1946 | 1946                                       |                                            | 1.061                                      | 1.061                                      |
| 1950 | 1950                                       |                                            | 1.045                                      | 1.045                                      |
| 1956 | 1956                                       |                                            | 862                                        | 862                                        |
| 1961 | 1961                                       |                                            | 1.068                                      | 1.068                                      |
| 1967 | 1967                                       |                                            | 1.074                                      | 1.074                                      |
| 1980 | 1980                                       |                                            | ?                                          | ?                                          |
| 1990 | 1990                                       |                                            | ?                                          | ?                                          |
| 2000 | 2000                                       |                                            | ?                                          | ?                                          |
| 2006 | 2006                                       |                                            | 777                                        | 777                                        |
| 2011 | 2011                                       |                                            | 774                                        | 774                                        |
| 2015 | 2015                                       |                                            | 756                                        | 756                                        |
| 2020 | 2020                                       |                                            | 788                                        | 788                                        |
| Datenquelle: Historisches Gemeindeverzeichnis für Hessen: Die Bevölkerung der Gemeinden 1834 bis 1967. Wiesbaden: Hessisches Statistisches Landesamt, 1968. Weitere Quellen: LAGIS; Gemeinde Wabern, Zensus 2011 |                                            |                                            |                                            |                                            |

Historische Religionszugehörigkeit
| Quelle: Historisches Ortslexikon |                                                                     |
| • um 1490:                       | 21 wehrhafte Manner (10 Pflüge).                                    |
| • 1861:                          | 584 evangelisch-reformierte, ein katholischer Einwohner             |
| • 1885:                          | 562 evangelische (= 99,5 %), 3 katholische (= 0,50 %) Einwohner     |
| • 1961:                          | 913 evangelische (= 85,49 %), 139 katholische (= 13,01 %) Einwohner |

Historische Erwerbstätigkeit
| • 1961 | Erwerbspersonen: 160 Land- und Forstwirtschaft, 145 Produzierendes Gewerbe, 47 Handel und Verkehr, 57 Dienstleistungen und Sonstiges |

## Politik
Für Zennern besteht ein Ortsbezirk (Gebiete der ehemaligen Gemeinde Zennern) mit Ortsbeirat und Ortsvorsteher nach der Hessischen Gemeindeordnung. Der Ortsbeirat besteht aus fünf Mitgliedern.
Bei den Kommunalwahlen in Hessen 2021 betrug die Wahlbeteiligung zum Ortsbeirat Zennern 51,09 %. Alle Kandidaten gehörten der „Bürgerliste Zennern“ an. Der Ortsbeirat wählte Berthold Döring zum Ortsvorsteher.

## Verkehr
Durch das Dorf führen die Kreisstraßen 12 (Wabern–Zennern–Obermöllrich) und 13 (Fritzlar–Zennern–B 253–Udenborn). Westlich an Zennern vorbei, zwischen dem Heeresflugplatz Fritzlar und dem Dorf, verläuft die Bundesautobahn 49, die über die K 13 und die B 253 an der etwa 2 Kilometer entfernten Anschlussstelle 15 (Fritzlar-Süd, Wabern) erreicht werden kann.
Am Nordrand des Orts befindet sich ein Haltepunkt der im Juli 1884 in Betrieb genommenen Bahnstrecke Wabern–Bad Wildungen.
| Linie     | Verlauf | Takt                                     |
| --------- | --- | ---------------------------------------- |
| RB39 RE39 | Kassel Hbf – Kassel-Wilhelmshöhe – (Kassel-Oberzwehren – Baunatal-Rengershausen – Baunatal-Guntershausen – Edermünde-Grifte – Felsberg-Wolfershausen – Felsberg-Altenbrunslar –) (nur RB39) Felsberg-Gensungen – Wabern (Bz Kassel) – Zennern – Fritzlar – Ungedanken – Mandern – Wega – Bad Wildungen Stand: Fahrplanwechsel Dezember 2024 | 60 min (wochentags) 120 min (Wochenende) |

## Persönlichkeiten
- Johann George Metz (1801–1853), Bürgermeister und Abgeordneter der kurhessischen Ständeversammlung
- Heinrich Hocke (1825–1887), Bürgermeister und Mitglied der kurhessischen Ständeversammlung
- Georg Metz (1833–1885), Gutsbesitzer und Mitglied des Preußischen Abgeordnetenhauses
- Carl Werner Metz (1835–1921), Gutsbesitzer und Abgeordneter des Provinziallandtages der Provinz Hessen-Nassau
- Georg Wilhelm Metz (1864–1936), Gutsbesitzer und Abgeordneter des Provinziallandtages der Provinz Hessen-Nassau
- Rolf Hocke (1942–2024), in Zennern geborener deutscher Fußballfunktionär